# Andújar
Andújar ist eine südspanische Stadt und eine aus dem Hauptort und mehreren Weilern bestehende Gemeinde (municipio) mit insgesamt 35.619 Einwohnern (Stand: 2024) im Nordwesten der Provinz Jaén in der autonomen Region Andalusien.

## Lage und Klima
Der Ort Andújar liegt auf dem Nordufer des Guadalquivir knapp 54 km (Fahrtstrecke) nordwestlich der Provinzhauptstadt Jaén in einer Höhe von ca. 200 bis 220 m. Das Klima im Winter ist gemäßigt, im Sommer dagegen warm bis heiß; die geringen Niederschlagsmengen (ca. 490 mm/Jahr) fallen – mit Ausnahme der nahezu regenlosen Sommermonate – verteilt übers ganze Jahr.

## Bevölkerungsentwicklung
| Jahr      | 1857   | 1900   | 1950   | 2000   | 2020   |
| Einwohner | 14.094 | 16.411 | 26.993 | 36.455 | 36.328 |

Die kontinuierliche Bevölkerungsanstieg ist im Wesentlichen auf die noch immer anhaltende Zuwanderung (Landflucht) aus den ländlichen Gebieten der Umgebung zurückzuführen.

## Wirtschaft
Andújar liegt im Nordwesten der schier endlosen Olivenbaumplantagen der Provinz Jaén. Früher wurden auch Getreide, Weinreben etc. zur Selbstversorgung angepflanzt; Gemüse stammte aus den Hausgärten. Im Ort selbst haben sich Kleinhändler, Handwerker und Dienstleistungsbetriebe aller Art angesiedelt. Daneben gibt es etliche Ferienhäuser (casas rurales); mehrere Töpfereien und ein Wärmekraftwerk sind ebenfalls von wirtschaftlicher Bedeutung.

## Geschichte
Auf dem Gemeindegebiet wurden sowohl prähistorische Felsmalereien als auch bronzezeitliche Felsgräber entdeckt. Die Geschichte der Stadt geht auf das vielleicht noch iberische Illiturgum zurück, das im 1. Jahrhundert v. Chr. von den Scipionen erobert wurde; von der Römerzeit zeugt noch heute eine fünfzehnbögige Brücke über den Guadalquivir. Zu Beginn des 8. Jahrhunderts wurde die Gegend von den Mauren überrannt; sie nannten den Ort Anduyar. Im Jahr 888 wurde der Bau einer Stadtmauer angeordnet. Nach dem Ende des Kalifats von Córdoba (1031) wurde die Gegend Bestandteil des Taifa-Königreichs Jaén. Um die Mitte des 12. Jahrhunderts wurde der Ort dem gerade neu entstandenen Almohadenreich einverleibt, welches sich nach der Niederlage in der Schlacht bei Las Navas de Tolosa (1212) zunehmenden Angriffen seiner muslimischen (Ibn Hud, Muhammad I. ibn Nasr) und christlichen Nachbarn ausgesetzt sah. Bereits im Jahr 1225 wurde Andújar unter Ferdinand III. von Kastilien aus den Händen der Mauren zurückerobert (reconquista) und dem neugeschaffenen Königreich Jaén eingegliedert, das allerdings eng mit der Krone von Kastilien verbunden war und politisch nicht in Erscheinung trat. Verwaltet wurde der Ort vom Calatrava-Ritterorden, der auch die Burg (castillo) erneuerte. Das Alhambra-Edikt (1492) der Katholischen Könige besiegelte die Vertreibung der sephardischen Juden; in den Jahren um 1610 wurden die letzten Muslime (Morisken) ebenfalls ausgewiesen.
In den Napoleonischen Kriege auf der Iberischen Halbinsel wurde Andújar 1808 von französischen Truppen eingenommen. General Pierre Dupont de l’Étang errichtete hier nach der Einnahme von Córdoba sein Hauptquartier, entsandte Truppen nach Bailén und verlor die dortige Schlacht. Während der ersten kantonalen Rebellion im Jahre 1873 wurde in Andújar ein föderaler Kanton ausgerufen.
Im Spanischen Bürgerkrieg belagerten republikanische Kräfte ab September 1936 neun Monate lang die Marienkapelle Nuestra Señora de la Cabeza, in der sich Nationalisten verschanzt hatten. Am 1. Mai 1937 wurden die Nationalisten besiegt, worauf es in Andújar zu Massakern kam.

## Sehenswürdigkeiten

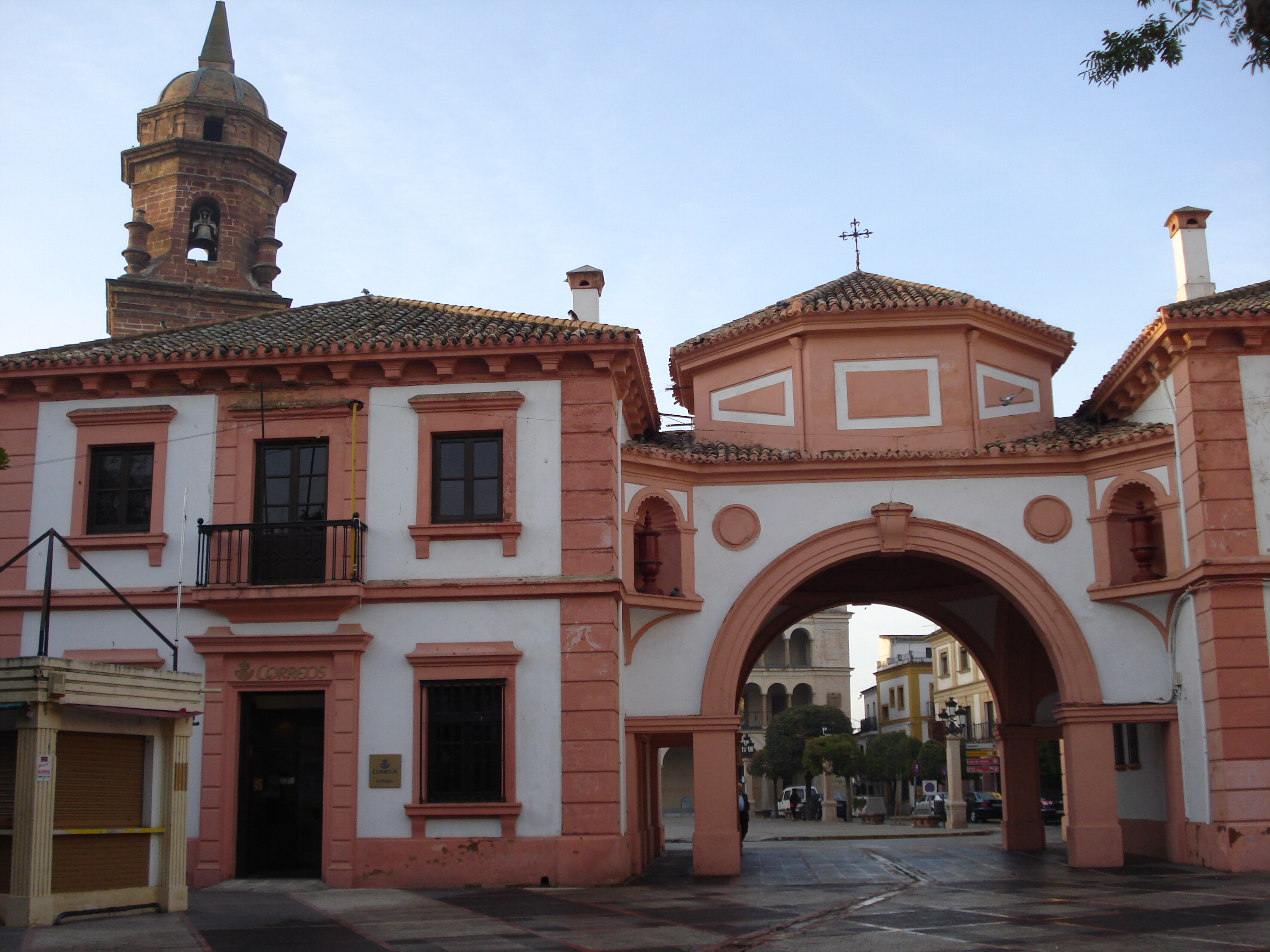
Postgebäude (corréos)

- Die spätgotische Iglesia de San Miguel ist dem Erzengel Michael geweiht. Der Glockenturm (campanario) mit dem plateresken Westportal entstand erst im 16. Jahrhundert; er musste jedoch nach Schäden beim Erdbeben von Lissabon (1755) in Teilen erneuert werden. Das Innere der Kirche ist dreischiffig und mit Rippengewölben bedeckt. Die Rückseite der Apsis wird von einem dreigeteilten Altarretabel eingenommen. Im Verlauf der nachfolgenden Jahrhunderte wurden die Sakristei sowie mehrere Seitenkapellen hinzugefügt.[9]
- Ungefähr gleichzeitig entstand die Iglesia de Santa María, deren Inneres jedoch zu Beginn des 17. Jahrhunderts umgestaltet wurde. Größter Schatz der Kirche ist ein Gemälde El Grecos mit dem Thema der Ölbergsgeschichte.[10]
- Unweit der Kirche erhebt sich ein Uhrturm (Torre de Reloj) im Mudéjarstil aus der Zeit um 1520. Ein steinerner Wappenschild zeigt das Königswappen Karls V. (reg. 1516–1556) mit anhängendem Orden vom Goldenen Vlies; die Uhr ist ein Werk des 19. Jahrhunderts.[11]
- Das von einem Kielbogen dominierte spätgotische Südportal der Parroquia San Bartolomé entstammt der Zeit um 1500; das Innere der Kirche wurde jedoch später im Geschmack der Zeit modernisiert.[12]
- Der um 1600 ebenfalls im Mudéjarstil errichtete Palacio de los Niños de Don Gome beeindruckt durch seine Natursteinfassade mit Außenbalkonen, Wappenschilden, Adlern und Wächterfiguren. Sein Inneres beherbergt heute das Museo Arqueológico der Stadt.[13][14]
- Das imposante Rathaus (ayuntamiento) entstand als Komödientheater in den Jahren 1620 bis 1631; der Theaterbetrieb wurde jedoch im Jahr 1680 eingestellt.[15]
- Zahlreiche Konvente (Las Capuchinas, Compañía de Jesús) und Adelspaläste, darunter die (Casa de la Torre und die Casa de los Sirvente de Mieres) bereichern das Bild der Stadt.

Umgebung

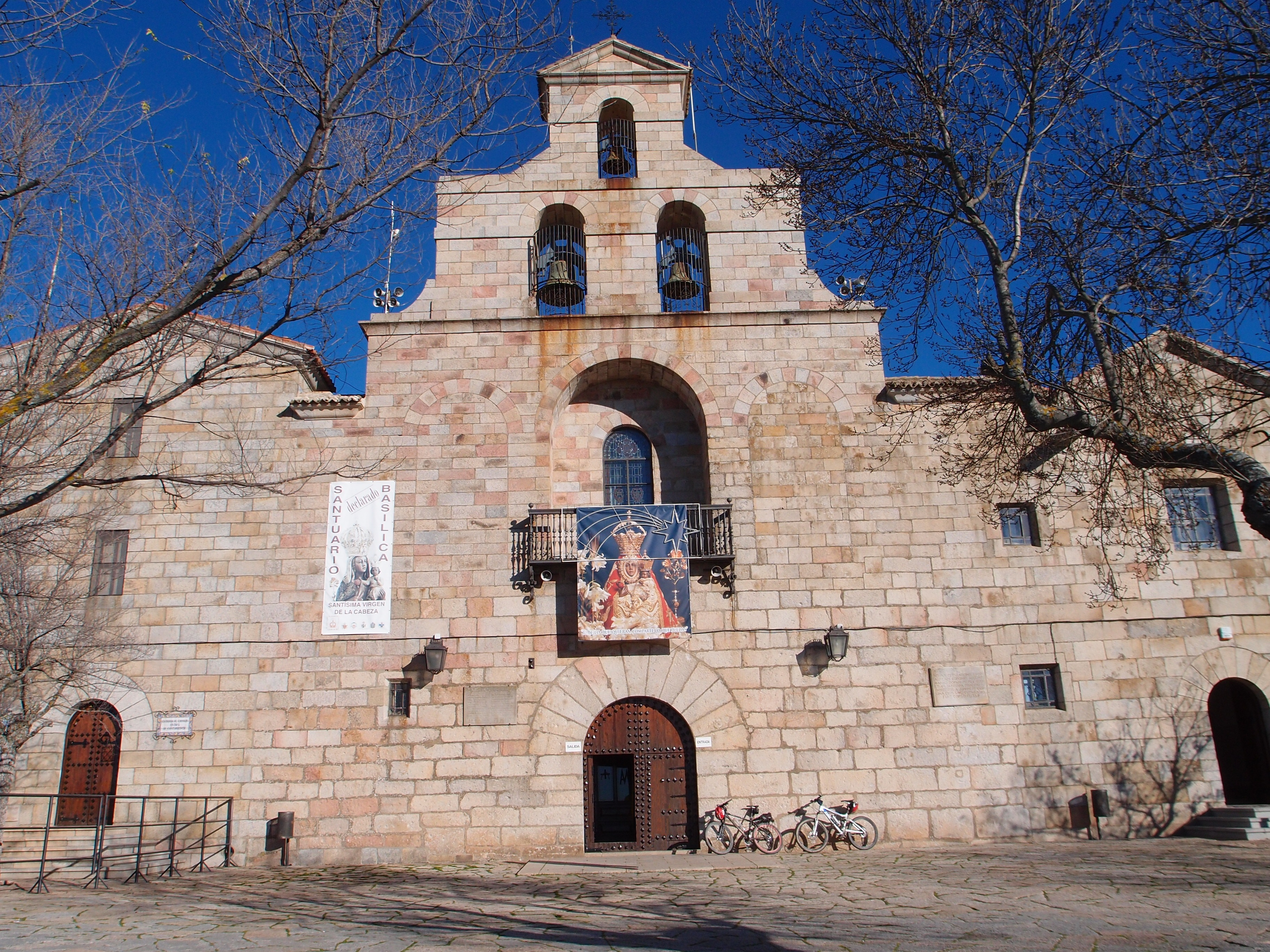
Basilica de Nuestra Señora de la Cabeza

- Ungefähr 1 km südwestlich des Ortes überquert eine 14-bogige und insgesamt 338 m lange Brücke den Guadalquivir. Ihre Entstehung wird zumeist noch den Römern zugeschrieben, doch entspricht ihr heutiges Bild eher der Zeit des 16./17. und 19. Jahrhunderts.[16]
- Knapp 40 km nördlich von Andújar steht die Basilica de Nuestra Señora de la Cabeza, deren Verehrung bereits im 13. Jahrhundert nachweisbar ist. Die heutige Kirche entstammt dem 16. Jahrhundert. Ende April jeden Jahres findet eine Wallfahrt (romería) hierhin statt.
- In der Nähe befindet sich der Naturpark Sierra de Andújar.

## Persönlichkeiten
- Euphrasius von Illiturgum, legendärer Bischof des 1. Jahrhunderts
- Antonio María Martínez († 1823), letzter Gouverneur von Texas als spanische Kolonie
- José Manuel Estepa Llaurens (1926–2019), spanischer Militärerzbischof und Kardinal

## Städtepartnerschaften
- Favara